# Saša Geržina
Saša Ivan Geržina, slovenski ekonomist, poslovnež in diplomat, *12. december 1940, Sarajevo, Bosna in Hercegovina.
Rodil se je v Sarajevu, očetu Slovencu kjer je služboval kot častnik jugoslovanske kraljeve garde. Mama je bila Rusinja. Zatem ko se je oče znašel v nemškem ujetništvu sta se z mamo zatekla v Maribor, kjer je odraščal in ga šteje za svoje domače mesto. Končal je takratno Visoko ekonomsko-komercialno šolo v Mariboru (danes EPF). Kasneje je diplomiral tudi na Ekonomski fakulteti v Ljubljani.
Po diplomi se je sprva zaposlil v mariborskem podjetju Vinag, kasneje pa je služboval v Nemčiji in Grčiji. Leta 1993 je postal prvi slovenski veleposlanik v Ruski federaciji, kjer je ostal do leta 1995. Znan je tudi kot dolgoletni predsednik Društva Slovenija-Rusija.